# Elveconi
Gli Elveconi (Helvaeonae, Elvecones, Aelvaeones o Ailouaiones) furono un'antica tribù germanica orientale, secondo Tacito parte del popolo dei Lugi. Alcuni ritengono che fossero collegati anche con gli Illevioni della Scandinavia.
I Lugi si trovavano in Slesia, l'attuale Polonia, ma la collocazione etnografica degli Elveconi è puramente ipotetica. Successivi autori, come ad esempio Johann Jacob Hofmann (1635-1706), identificarono il popolo di Tacito con un popolo citato da Tolomeo, gli "Ailouaiones" (in greco), latinizzato in "Aelvaeones".